# Branda Miller
Branda Miller (* 1952) ist eine US-amerikanische Videokünstlerin.
Miller erhielt den Bachelor am Pomona College und studierte bis zum Master Film und Fernsehen an der New York University. Branda Miller ist Professorin für Medienkunst am Rensselaer Polytechnic Institute.
Branda Miller ist bekannt für Videos, die soziale Fragestellungen zum Thema haben und in experimenteller Form präsentieren. Seit 1987 konzentriert Miller sich auf Themen wie Teenagerschwangerschaften, Außenseitertum, Kriminalität, Gefängniserfahrungen, Drogen und AIDS.
Das Video L.A. Nickel (1983, 8:33 min, color, sound) wurde 1987 auf der documenta 8 in Kassel gezeigt. Branda Millers Werke sind auf internationalen Ausstellungen und Festivals zu sehen: Institute of Contemporary Art, Boston; Whitney Museum of American Art, New York; documenta 8, Kassel; World Wide Video Festival, Den Haag; Museum of Contemporary Art, Los Angeles; Videonale, Bonn und Stedelijk Museum, Amsterdam.
Miller hat zahlreiche Auszeichnungen für ihr Werk erhalten, darunter das National Endowment for the Arts und einen Emmy für den besten Filmschnitt.